# Скользящее движение бактерий
Скольжение, скользящее движение — движение отдельных бактериальных клеток или их колоний по твёрдой поверхности вдоль их длинной оси без участия бактериальных жгутиков. Характерно для группы Cytophaga-Flavobacteria-Bactroides (называемых также скользящими бактериями), многих протеобактерий (в том числе миксобактерий) и цианобактерий, зелёных серных и несерных бактерий, а также микоплазм. Движение происходит без использования жгутиков,  его механизм пока не до конца изучен. Полагают, что у разных групп бактерий он различен. 
Скорость движения Cytophaga-Flavobacteria-Bactroides порядка 2—4 мкм/c. У Mycoplasma mobile она достигает 7 мкм/с, у нитчатых цианобактерий 10 мкм/с. Наименьшая скорость характерна для Mycoplasma gallisepticum — всего 0,1 мкм/сек. Для сравнения: скорость движения бактерий при помощи жгутиков составляет от 20 до 200 мкм/с.

## Механизмы движения

### Движение за счёт пилей IV типа и выделения слизи
У миксобактерий существует две системы скользящего движения: S и A. Мутанты, утратившие A-систему, не могут двигаться как отдельные индивидуумы, а только в составе всего роя. Замечено, что клетки, использующие A-систему, имеют более 200 структур на каждом полюсе, которые секретируют слизь. За собой они оставляют треки из слизи, по которым ориентируются другие клетки (эластикотаксис). Слизь секретируется только на одном из полюсов, в зависимости от направления движения. Выделение слизи характерно также для нитчатых цианобактерий и группы Cytophaga-Flavobacteria-Bactroides, причём утратившие поры для выделения слизи мутанты цианобактерий не могут двигаться вообще. Предполагается, что слизь проталкивает клетки или создаёт градиент поверхностного натяжения.
Для S-движения (социального движения, движения всей колонии, роения) миксобактерий необходимы пили IV типа, которые последовательно удлиняются и сокращаются, как при подтягивающем движении. Однако вместе с подтягиванием клетки при S-движении всегда секретируют слизь что, вероятно, способствует их проталкиванию.

### Гипотезы движения Cytophaga-Flavobacteria-Bactroides
Представители группы Cytophaga-Flavobacteria-Bactroides практически всегда не имеют пилей. Установлено, что их движение происходит не за счёт энергии АТФ, а за счёт протон-движущей силы. Помимо того, что многие Cytophaga-Flavobacteria-Bactroides выделяют слизь и передвигаются за счёт этого, Cytophaga и Flavobacteria имеют иные механизмы для движения. На это указывает их способность перемещать по своей поверхности мелкие частицы латекса. Предполагается, что они движутся благодаря сокращению и удлинению фибрилл в цитоплазме или периплазме, благодаря моторам жгутиков, утративших филамент, или благодаря движению белков внешней мембраны вдоль «конвейерных лент» белков внутренней.

### Движение микоплазм
Движение микоплазм, по-видимому, не имеет ничего общего с движением других бактерий, что вполне понятно, исходя из их уникального строения. Для объяснения их скольжения привлекают адгезивные мембранные белки, которые, прикрепляясь к твёрдому субстрату, движутся вдоль поверхности клеток за счёт сокращений микротрубочек цитоскелета.